# ایسکرووتسی
ایسکرووتسی (به صربی: Iskrovci) یک منطقهٔ مسکونی در صربستان است که در دیمیتروگراد واقع شده‌است. ایسکرووتسی ۳۸ نفر جمعیت دارد.